# هدی الشام
هدی الشام (به عربی: هدی الشام) یک منطقهٔ مسکونی در عربستان سعودی است که در استان مکه واقع شده‌است. هدی الشام  F نفر جمعیت دارد.